# Алдерверелт ван Розенбюрг, Корнелис Рюгир Виллем Карел ван
Корнелис Рюгир Виллем Карел ван Алдерверелт ван Розенбюрг (нидерл. Cornelis Rugier Willem Karel van Alderwerelt van Rosenburgh, 23 декабря 1863 — 1 марта 1936) — нидерландский ботаник.    

## Биография
Корнелис Рюгир Виллем Карел ван Алдерверелт ван Розенбюрг родился 23 декабря 1863 года.
Он внёс значительный вклад в ботанику, описав множество видов растений.
Корнелис Рюгир Виллем Карел ван Алдерверелт ван Розенбюрг умер 1 марта 1936 года.

## Научная деятельность
Корнелис Рюгир Виллем Карел ван Алдерверелт ван Розенбюрг специализировался на папоротниковидных и на семенных растениях.

## Научные работы
- Van Alderwerelt van Rosenburgh, C.R.W.K., 1908–1922. New or interesting Malayan ferns. Buitenzorg: Imprimerie du Dept., 12 afl.
- Van Alderwerelt van Rosenburgh, C.R.W.K., 1908. Malayan Ferns: Handbook to the determination of the Ferns of the Malayan Islands (incl. those of the Malay Peninsula, the Philippines and New Guinea). Batavia, The Department of Agriculture, Netherlands India[5].
- Van Alderwerelt van Rosenburgh, C.R.W.K., 1915. Malayan fern allies: handbook to the determination of the fern allies of the Malayan Islands (incl. those of the Malay Peninsula, the Philippines and New Guinea). Batavia, The Department of Agriculture, Industry and Commerce, Netherlands India[6].
- Van Alderwerelt van Rosenburgh, C.R.W.K., 1917. Malayan Ferns and Fern Allies — Handbook to the determination of the Ferns and Fern Allies of the Malayan Islands (incl. those of the Malay Peninsula, the Philippines and New Guinea) — Supplement 1. Batavia, The Department of Agriculture, Industry and Commerce, Netherlands India.
- Van Alderwerelt van Rosenburgh, C.R.W.K., 1922. New or noteworthy Malayan Araceae II. Bull. Jard. Bot. Buitenzorg III, 4: 163–229.
- Van Alderwerelt van Rosenburgh, C.R.W.K., 1922. New or noteworthy Malayan Araceae III. Bull. Jard. Bot. Buitenzorg III, 4: 320–347.
- Van Alderwerelt van Rosenburgh, C.R.W.K., 1924. Pteridophyta. Nova Guinea. Résultats des expéditions scientifiques à la Nouvelle Guinée. Tirage apart du -- vol. XIV, Botanique, livr. 1; Leiden: Librairie et imprimerie ci-devant E.J. Brill, 1924.